# Кипчак (міське селище)
42°13′12″ пн. ш. 60°5′56″ сх. д. / 42.22000° пн. ш. 60.09889° сх. д.
Кипчак (узб. Қипчоқ, Qipchoq) — міське селище в Узбекистані, в Амудар'їнському районі Каракалпакстану.
Розташоване за 12 км на північний схід від Мангіта. Пристань на лівому березі Амудар'ї. Через селище проходить автошлях Дашогуз — Мангіт — Бештам.
До 1957 року Кипчак був центром Кипчацького району.
Населення 3,7 тис. мешканців (1986). Статус міського селища з 2009 року.